# Lastiwka
Lastiwka (ukrainisch Ластівка; russisch Ластовка Lastowka, polnisch Łastówki) ist ein Dorf im Süden der ukrainischen Oblast Lwiw mit etwa 800 Einwohnern (2001).
Das erstmals 1738 schriftlich erwähnte Dorf liegt im Gebirgszug der Skoler Beskiden in den Waldkarpaten auf etwa 500 m Höhe im Tal des Stryj, einem 232 km langen Nebenfluss des Dnister, etwa 35 km südwestlich vom Rajonzentrum Drohobytsch und etwa 112 km südwestlich vom Oblastzentrum Lwiw.
Am 12. Juni 2020 wurde das Dorf ein Teil der neu gegründeten Siedlungsgemeinde Schidnyzja (Східницька селищна громада/Schidnyzka selyschtschna hromada) im Rajon Drohobytsch, bis dahin war es das administrative Zentrum der gleichnamigen, 3,3 km² großen Landratsgemeinde im Nordosten des Rajon Turka, zu der noch die Dörfer
Korytyschtsche (Коритище, ⊙) mit etwa 170 Einwohnern und Swydnyk (Свидник, ⊙) mit etwa 260 Einwohnern gehörten.
Im Dorf steht die Kirche des Heiligen Propheten Elias sowie die 2001 erbaute Kirche der Heiligen Mutter Gottes. Westlich von Lastiwka verläuft die Territorialstraße T–14–02. Nahe der Ortschaft liegt der Nationalpark Skoler Beskiden.